# Astra (bière)
Pour les articles homonymes, voir Astra.
Astra est une bière allemande.

## Histoire

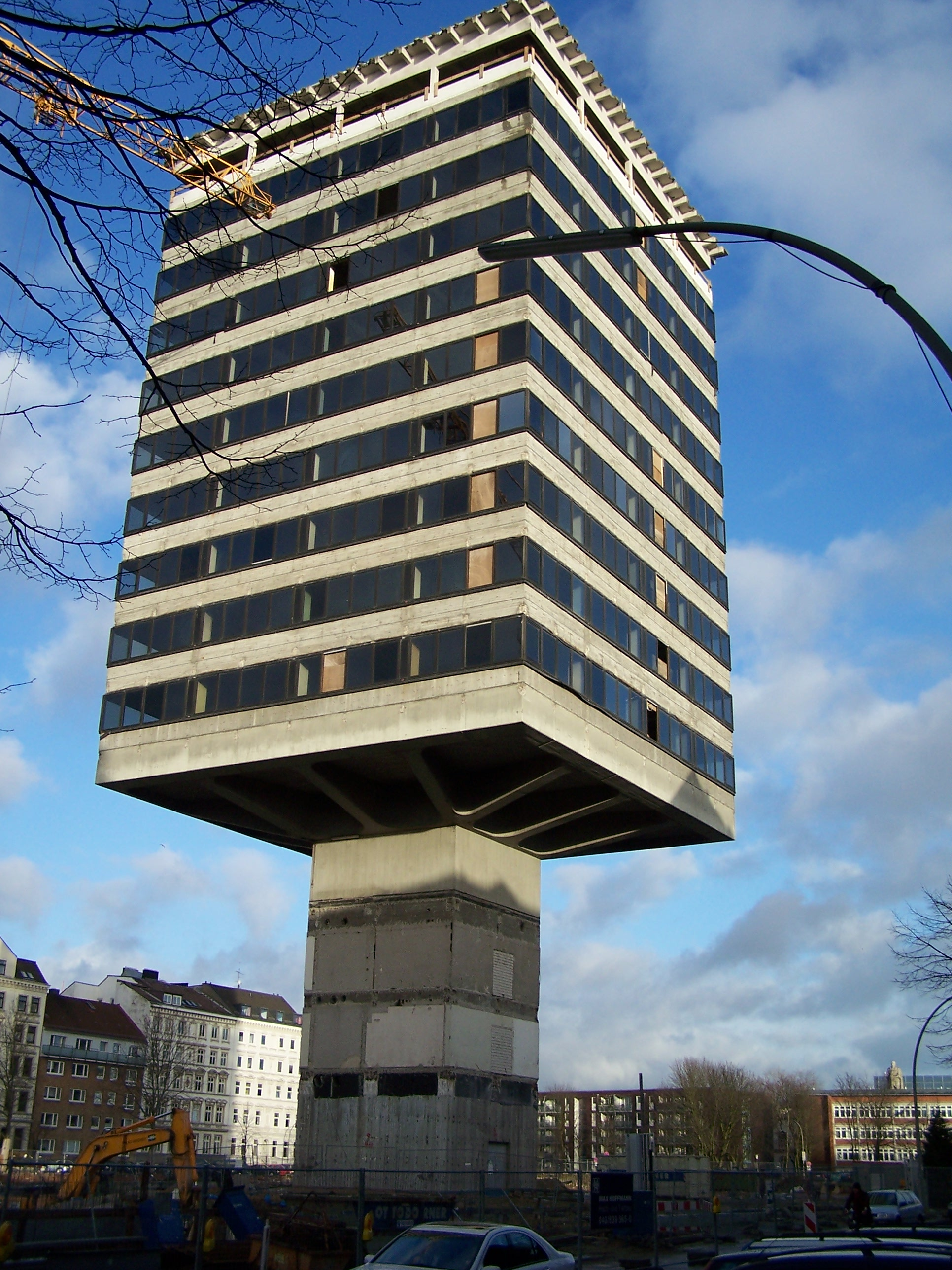
Ancienne tour des bureaux de la brasserie après fermeture, avant sa reconstruction

La bière est brassée pour la première fois en 1897 dans la brasserie Bavaria à Altona et porte le nom de Bavaria jusqu'en 1909. En 1922, la brasserie Bavaria fusionne avec Actien-Brauerei de Sankt Pauli pour former la Bavaria-St. Pauli-Brauerei. En 1932, la brasserie d'Altona ferme, le siège déménage d'Altona vers Hambourg.
À la fin des années 1990, Brau und Brunnen, propriétaire de la marque, a l'intention de fermer la brasserie de Sankt Pauli. La ville de Hambourg achète les locaux en 1998 puis s'occupe de l'exploitation. Après la reprise de Holsten-Brauerei en décembre 1998, la campagne Was dagegen? est lancée en 1999. En 2003, la brasserie de Sankt Pauli ferme, les bâtiments sont démolis. La brasserie de Holsten reprend la production d'Astra. En 2004, Carlsberg acquiert Holsten.
Début 2016, Carlsberg annonce que la production pourrait reprendre en 2018 à Hausbruch, les bâtiments d'Altona seraient reconvertis en logements.